# Edward Max Nicholson
Edward Max Nicholson (* 12. Juli 1904 in Kilternan; † 26. April 2003 in London) war ein britischer Umweltschützer und Ornithologe. Er war der Mitbegründer des World Wildlife Fund.

## Werdegang und Laufbahn
Nicholson wurde in Kilternan, einer Stadt südlich von Dublin im damaligen Vereinigten Königreich von Großbritannien und Irland als Sohn englischer Eltern geboren. Die Familie siedelte 1910 nach Staines in England um, wo er sich schon früh für die Vogelbeobachtung interessierte.
Er besuchte die Sedbergh School in Cumbria und ab 1926 das Hertford College in Oxford. An beiden bekam er wegen seiner Leistungen Stipendien. In Oxford belegte er Geschichte und reiste als Gründungsmitglied des University’s Exploration Club nach Grönland und Guyana.
Im Alter von 21 Jahren veröffentlichte er 1926 sein erstes Buch über Vögel, Birds in England, in den folgenden Jahren folgten drei weitere mit ähnlichem Thema. 
1931 beschrieb er in seinem Buch The Art of Bird-Watching die Möglichkeit von gemeinschaftlicher Vogelbeobachtung. Dies führte im Jahre 1932 zur Gründung des British Trust for Ornithology, bei dem er der erste Kassier und später Vorsitzender (1947–1949) wurde.
Nicholsons Arbeit A National Plan for Britain führte zur Gründung der einflussreichen Denkfabrik Political and Economic Planning (PEP), die heute Policy Studies Institute heißt.
Im Jahre 1940 trat er in den Öffentlichen Dienst ein und arbeitete im Zweiten Weltkrieg für das Schifffahrtsministerium und später für das Ministerium für Kriegstransport. Dabei besuchte er die Konferenzen von Québec und Kairo. Er begleitete Winston Churchill nach dem Krieg zu den Konferenzen in Jalta und Potsdam. 
Von 1945 bis 1952 war er Privatsekretär von Herbert Stanley Morrison. 1947 bis 1948 war er mit Julian Huxley, dem späteren UNESCO-Generaldirektor, an der Gründung der Scientific International Union for Conservation of Nature (IUCN) (heute: World Conservation Union) beteiligt.
1949 entwarf er Teil 3 des National Parks and Access to the Countryside Act, der einen britischen Forschungsrat für Naturwissenschaften und biologischen Dienst vorsah. Dieser nannte sich The Nature Conservancy und existierte von 1949 bis 1973. In dieser Zeit war die gesetzliche Sicherung von nationalen Naturreservaten und Orten besonderen wissenschaftlichen Interesses (Sites of Special Scientific Interest) seine Aufgabe. Im Jahre 1952 wurde er neuer Generaldirektor des Nature Conservancy, dessen Posten er bis 1966 innehatte. Während seiner Amtszeit entwickelte sich die Organisation zu einer Forschungs- und Managementinstitution, die die Ökologie förderte, da diese für Landnutzungsbeschlüsse und das Landmanagement große Bedeutung hatte.
Er war Mitglied im Komitee des Festival of Britain im Jahre 1951. 1952 erkrankte er während einer Reise nach Belutschistan in Pakistan an Polio. 1961 war er Mitglied jener Gruppe, die den World Wildlife Fund (WWF) gründete, gleichzeitig setzte er den Grundstein für das International Institute for Environment and Development.
Er war von 1965 bis 1992 Chefredakteur von The Birds of the Western Palearctic (BWP), Treuhänder von Earthwatch Europe und von 1980 bis 1985 Präsident der Royal Society for the Protection of Birds.

## Privatleben
1932 heiratete er Mary Crawford, mit der er zwei Kinder, Piers und Tom hatte. Diese Ehe wurde 1964 geschieden. Er heiratete seine zweite Frau, Marie Antoinette Mauerhofer 1965, mit der er einen weiteren Sohn, David, hatte. Seine erste Frau starb 1995, die zweite 2002.

## Publikationen
- Birds In England (1926)
- How Birds Live (1927)
- The Art of Bird-Watching (1931)
- The Humanist Frame (1961) (Beitrag)
- The System: The Misgovernment of Modern Britain (1967)
- The Environmental Revolution : A Guide for the New Masters of the World (1970)

| Personendaten    | Personendaten                             |
| ---------------- | ----------------------------------------- |
| NAME             | Nicholson, Edward Max                     |
| KURZBESCHREIBUNG | britischer Umweltschützer und Ornithologe |
| GEBURTSDATUM     | 12. Juli 1904                             |
| GEBURTSORT       | Kilternan                                 |
| STERBEDATUM      | 26. April 2003                            |
| STERBEORT        | London                                    |